# Рамо (сериал)
«Рамо» (тур. Ramo) — турецкий драматический, криминальный и экшен-телесериал производства BKM, первый эпизод которого вышел в эфир 14 января 2020 года на телеканале «Show TV». Режиссёрами сериала выступили Ягыз Альп Акайдын и Чагатай Тосун, а сценаристами — Бирол Тезджан, Йылмаз Шахин, Топрак Караоглу, Седа Караоглу, Дениз Караоглу и Эсен Али Билен. Прототипом главного героя сериала, которого сыграл Мурат Йылдырым, стал реальный человек. Сериал, состоящий из двух сезонов, завершился 40-м эпизодом, вышедшим в эфир 16 апреля 2021 года.

## Сюжет
Рамазан «Рамо» Кая (Мурат Йылдырым) — смелый, умный и не терпящий несправедливости молодой человек. Он и его семья много лет работали батраками в Чукурова в Адане, но в настоящее время они занимаются незаконными делами влиятельной семьи. Рамо решает устроить восстание, несмотря на возражения своей семьи и возрастающую симпатию между ним и дочерью босса — Сибель Йылдырым (Эсра Бильгич). Главная цель Рамо — добраться до Джихангира Ханлы (Олгун Шимшек), который много лет назад приказал убить его отца. Для достижения цели важно, чтобы он сначала проявил себя в Адане и заручился поддержкой помощника Джихангира — Явуза Гёркана (Йигит Озшенер). Семья и друзья Рамо, с ним самим во главе, начинают восстание между Аданой и Стамбулом.

## Актёры и персонажи

### Главные персонажи
| Актёр            | Персонаж                      | Эпизоды |
| ---------------- | ----------------------------- | ------- |
| Мурат Йылдырым   | Рамазан (Рамо) Кая            | 1-40    |
| Эсра Бильгич     | Сибель Йылдырым / Кая / Ханлы | 1-40    |
| Илькер Аксум     | Хасан Кая                     | 1-40    |
| Мехмет Йылмаз Ак | Мазхар Аслан                  | 22-40   |
| Эмре Кыный       | Шериф (Старьёвщик)            | 32-40   |
| Аттила Ольгач    | Йылдырым Кудрет (Капитан)     | 33-40   |

### Второстепенные персонажи
| Актёр               | Персонаж      | Эпизоды |
| ------------------- | ------------- | ------- |
| Саджиде Ташанер     | Себахат Кая   | 1-40    |
| Эфсане Одаг         | Афет Кая      | 1-40    |
| Волкан Йосунлу      | Доган Кая     | 1-40    |
| Догу Джан           | Арап          | 1-40    |
| Мустафа Йылдыран    | Догу Алабан   | 12-40   |
| Юнус Эмре Терзиоглу | Хашмет        | 12-40   |
| Ситаре Акбаш        | Дильбер       | 31-40   |
| Галип Эрдал         | Фикрет (Фико) | 14      |
| Селим Эрдоган       | Коркут        |         |

### Выбывшие персонажи
| Актёр                | Персонаж                     | Эпизоды |
| -------------------- | ---------------------------- | ------- |
| Бурак Шафак          | Гури                         | 12-40   |
| Гурур Чичекоглу      | Шахин Кая                    | 1-39    |
| Деврим Озкан         | Нехир Ханлы                  | 12-39   |
| Якуп Тургут          | Боран                        | 27-38   |
| Ширин Отен           | Белкыс (Знаток)              | 21-37   |
| Бурак Демир          | Джемиль                      | 33-36   |
| Мехмет Акиф Оздемир  | Кёксал Алабан                | 12-34   |
| Эйлюль Торос         | Гизем Йылдырым               | 30-34   |
| Нишан Ширинян        | Йылдырым                     | 29-33   |
| Гёкмен Касабалы      | Джевдет                      | 21-31   |
| Олгун Шимшек         | Джихангир Ханлы              | 12-28   |
| Пелин Кёрмюкчю       | Ахсен Ханлы                  | 12-28   |
| Гёзде Кая            | Надя Кандинская              | 23-28   |
| Лейла Кадер Ильхан   | Нериман Кая                  | 1-27    |
| Йигит Озшенер        | Явуз Гёркан                  | 1-26    |
| Джевхер Хикмет Гюзей | Чилингир                     | 25-26   |
| Идиль Фырат          | Фидан Кая                    | 1-24    |
| Хакан Герчек         | Махир                        | 12-24   |
| Мехмет Саит Эргенч   | Бехлюль Кирпи                | 1-15    |
| Эмре Эрчиль          | Алпай Алтай                  | 1-13    |
| Бора Дженгиз         | Танер Ханлы                  | 12-13   |
| Гёркем Севиндик      | Боз                          | 1-11    |
| Рюзгар Аксой         | Халеф                        | 1-11    |
| Маджит Копер         | дядя Дурду                   | 1-11    |
| Джемре Байсел        | Фатма (Фатош) Кая / Йылдырым | 1-11    |
| Ильхан Шен           | Неджати (Неджо) Йылдырым     | 1-11    |
| Дениз Гюрзумар       | Буджур                       | 1-11    |
| Хакан Салынмыш       | Сулейман                     | 2-11    |
| Экин Тюркмен         | Мерьем                       | 10-11   |
| Илькай Кайку         | Неслихан Йылдырым            | 1-9     |
| Атакан Ярымдюнья     | Танкер                       | 1-9     |
| Бурджу Джаврар       | Джавидан                     | 1-9     |
| Халук Джёмерт        | Исмаил Кая                   | 1-7     |
| Керем Атабейоглу     | Дженгиз Йылдырым             | 1-2     |

## Съёмки
Первый сезон сериала был снят в Сепиджи и Кёпрюкёй в районе Сейхан в Адане. Второй сезон был снят в Стамбуле. Один эпизод также был снят в Измире.

## Трансляция
| Сезон | День и время трансляции | Начало сезона    | Конец сезона           | Количество эпизодов в сезоне | Диапазон эпизодов в сезоне | Год       | Телеканал |
| ----- | ----------------------- | ---------------- | ---------------------- | ---------------------------- | -------------------------- | --------- | --------- |
| 1     | Вторник 20.00           | 14 января 2020   | 24 марта 2020          | 11                           | 1-11                       | 2020      | «Show TV» |
| 2     | Пятница 20.00           | 18 сентября 2020 | 16 апреля 2021 (финал) | 29                           | 12-40                      | 2020-2021 | «Show TV» |